# Iver Knotten
Iver Johan Knotten (Ramnes, 17 dicembre 1998) è un ciclista su strada e pistard norvegese.

## Palmarès

### Strada
- 2016 (Juniores)

2ª tappa, 1ª semitappa Course de la Paix Juniors (Třebenice, cronometro)
2ª tappa, 1ª semitappa Trophée Centre Morbihan (Réguiny > Naizin, cronometro)
Campionati norvegesi, Prova a cronometro Junior
2ª tappa, 1ª semitappa Internationale Niedersachsen-Rundfahrt der Junioren (Bramsche, cronometro)
Classifica generale Internationale Niedersachsen-Rundfahrt der Junioren
- 2017 (Team Joker Icopal, una vittoria)

2ª tappa, 1ª semitappa Tour te Fjells (Gol, cronometro)

#### Altri successi
- 2017 (Juniores)

Campionati norvegesi, Cronosquadre Junior
- 2021 (Team NIPPO-Provence-PTS Conti)

Campionati norvegesi, Cronosquadre
- 2023 (Tønsberg CK)

GP Horsens

### Pista
- 2022

Campionati norvegesi, Inseguimento individuale
Campionati norvegesi, Omnium
Campionati norvegesi, Corsa a punti
- 2023

Trofeu Artur Lopes, Inseguimento individuale
GP Poland, Inseguimento individuale
Campionati norvegesi, Inseguimento individuale
Campionati norvegesi, Corsa a eliminazione

## Piazzamenti

### Competizioni mondiali
- Campionati del mondo

Doha 2016 - Cronometro Junior: 6º
Doha 2016 - In linea Junior: ritirato
Bergen 2017 - Cronometro Under-23: 27º
Yorkshire 2019 - Cronometro Under-23: 18º
Glasgow 2023 - Cronometro Elite: 27º

### Competizioni continentali
- Campionati europei su strada

Tartu 2015 - In linea Junior: 70º
Plumelec 2016 - Cronometro Junior: 3º
Plumelec 2016 - In linea Junior: 94º
Alkmaar 2019 - Cronometro Under-23: 4º
Alkmaar 2019 - In linea Under-23: 44º
- Campionati europei su pista

Apeldoorn 2024 - Omnium: 13º
Apeldoorn 2024 - Inseguimento individuale: 8º